# Nanette Kalenbach-Schröter
Nanette Kalenbach-Schröter (Rheinfelden, 28 januari 1831 - aldaar, 14 april 1917) was een Zwitserse feministe en redactrice.

## Biografie
Nanette Kalenbach-Schröter was een dochter van Fridolin Schröter, een prefect, en van Viktoria Hodel, een handwerkster. In 1860 huwde ze Gustav Kalenbach, een tekenaar. Nadat ze bij haar moeder een opleiding handwerken had genoten in Fribourg, werd ze zelf lerares handwerken in Rheinfelden, een functie die ze uitoefende van 1850 tot 1917. Ze ijverde voor de oprichting van beroepsscholen voor jongedames. In 1852 was ze medeoprichtster van een lokale vrouwenvereniging, waar ze jarenlang voorzitster van was. In 1888 vervolgens was ze medeoprichtster van de Schweizerischen Gemeinnützigen Frauenverein. Ze was tevens redactrice van het in 1871 opgerichte Stunden am Arbeitstische.